# Paraschiv Benescu
Paraschiv Benescu (* 27. Oktober 1925 in Vlădeni, Kreis Ialomița) ist ein ehemaliger rumänischer Politiker der Rumänischen Kommunistischen Partei PCR (Partidul Comunist Român) und Diplomat, der unter anderem zwischen 1969 und 1975 sowie erneut von 1980 bis 1985 Mitglied der Großen Nationalversammlung (Marea Adunare Națională) war. Er fungierte des Weiteren als Botschafter in Syrien.

## Leben
Paraschiv Benescu war als Maschinenschlosser tätig und wurde 1947 Mitglied der Kommunistischen Partei Rumäniens PCdR (Partidul Comunist din Romania). Er absolvierte ein Studium an der Wirtschaftswissenschaftlichen Fakultät an der Wirtschaftsakademie Bukarest ASE (Academia de Studii Economice) und schloss dieses Studium mit einem Staatsexamen ab. Nachdem er ein Studium an der Parteihochschule „Ștefan Gheorghiu“ in Bukarest absolviert hatte, wurde er am 25. Mai 1965 Mitglied des Büros des Parteikomitees im Kreis Galați. Danach fungierte er von 1969 bis zum 21. Juli 1976 als Erster Sekretär des Parteikomitees im Kreis Brăila. Er wurde auf dem Zehnten Parteitag der PCR (6. bis 12. August 1969) zudem Mitglied der Zentralen Revisionskommission und gehörte diesem Gremium bis zum Elften Parteitag der PCR (24. bis 27. November 1974) an. 1969 wurde er darüber hinaus Mitglied der Großen Nationalversammlung (Marea Adunare Națională) und vertrat in dieser bis 1975 den Wahlkreis Nr. 12 Corod. Auf dem Elften Parteitag der PCR (24. bis 27. November 1974) wurde er Kandidat des Zentralkomitees (ZK) der PCR und gehörte diesem Gremium bis zum Zwölften Parteitag der PCR (19. bis 23. November 1979) an. 
Benescu fungierte des Weiteren zwischen dem 16. Oktober 1978 und dem 24. September 1985 als Erster Sekretär des Parteikomitees sowie Präsident des Exekutivkomitees des Volksrates des Kreises Galați. Auf dem Zwölften Parteitag der PCR (19. bis 23. November 1979) wurde er schließlich Mitglied des ZK und gehörte dem Gremium bis zum Dreizehnten Parteitag der PCR (19. bis 22. November 1984) an. Er war ferner Vorsitzender des Rates der Gewerkschaften im Kreis Galați. 1980 wurde er abermals Mitglied der Großen Nationalversammlung, der er als Vertreter des Wahlkreises Nr. 7 Pechea nunmehr bis 1985 angehörte. Während dieser Legislaturperiode war er Mitglied des Verteidigungsausschusses. Zuletzt fungierte er bis zum Zusammenbruch des Kommunismus im Zuge der Revolution am 22. Dezember 1989 als Botschafter in der Arabischen Republik Syrien.